# Abraxas reticularia
Abraxas reticularia là một loài bướm đêm trong họ Geometridae.